# Робин Гуд (трактир)
Отель Робина Гуда (англ. The Robin Hood Inn) — дом 124—126 по улице Монноу в уэльском городе Монмуте.
Отель Робина Гуда имеет позднесредневековое происхождение. Он сделан из камня, с широким, XV века, четырёхдверным дверным проёмом, и является редким средневековым зданием, сохранившимся в Монмуте. 27 июня 1952 года ему был присвоен статус культурного наследия Великобритании II*.
Монмут был католическим центром. Когда Майкл Уоткинс был главой местных земель в 1770-е, он позволял справлять мессу в верхних комнатах. Законы против католиков в определённый момент стали ослабляться, и Утокинс был среди тех, кто добился постройки здания, позже ставшего Католической церковью святой Марии. Этот паб и церковь входят в список 24 зданий, включённых в маршрут Тропы культурного наследия Монмута.
Справочник Lonely Planet охарактеризовал его как крайне семейный паб в Монмуте, с тёплой атмосферой и большим биргартеном с площадкой для детских игр.